# VA-11 HALL-A
A VA-11 HALL-A: Cyberpunk Bartender Action független fejlesztésű csapos-szimulációs videójáték, visual novel-elemekkel vegyítve, cyberpunk és anime-ihletett képi világgal, melyet a Sukeban Games fejlesztett és az Ysbryd Games jelentetett meg 2016. június 21-én Microsoft Windows, OS X és Linux platformokra. A Wolfgame PlayStation Vita- és iPad-átiratokon is munkálkodik, melyek előreláthatólag 2017 folyamán fognak megjelenni. A játék a játékost a címben szereplő VA-11 HALL-A csaposának teszi meg, mely egy disztópikus belvárosban található kis bár, ahova az elmondások szerint a „legérdekfeszítőbb” emberek térnek be. A játék menete abból áll, hogy a játékosok italokat készítenek el és szolgálnak fel a bár vendégeinek, s közben meghallgatják azok történeteit és tapasztalatait.
A VA-11 HALL-A nemlineáris játékmenettel rendelkezik, a játék cselekményszálára befolyással vannak a játékos által készített italok és az, hogy a vendégek hogyan reagálnak azokra. A játékban magában nincsenek párbeszéd-lehetőségek, a történet előrehaladásának irányára egyedül különböző italok készítésével lehet befolyással lenni. A VA-11 HALL-A sokszínű, „átlagos nemhősökként” leírt szereplőket vonultat fel, akik a fejlesztők elmondásai szerint a filmekben sosem kidolgozott mellékszereplőkön alapulnak. A játékosok az idő múlásával elkezdheti kikövetkeztetni, hogy a vendégek milyen italt szeretnének, mellyel bensőséges élményt dolgozhatnak ki.
A VA-11 HALL-A-t eredetileg a 2014-es Cyberpunk Game Jam rendezvényre fejlesztették, azonban a Sukeban Games annyira megkedvelte azt, hogy végül teljes értékű játékká dolgozták ki azt. Az eredetileg tervezett 2014 decemberi megjelenést különböző okokra, így a játékmotor kicserélésére hivatkozva számos alkalommal elhalasztották. A VA-11 HALL-A-ra nagy hatással voltak a régi PC–98-játékok, mely a játék retro, ám mégis futurisztikus képi világához vezetett, másik nagy inspirációforrás volt a fejlesztők szegényebb országban való mindennapi élettapasztalataik. A játék eredeti protípusa ingyenesen letölthető a játék weboldaláról, azok a játékosok, akik előrendelték a játékot pedig egy különállóan játszható előzménytörténethez kaptak hozzáférést. A VA-11 HALL-A megjelenése előtt kritikai elismerésben részesült, míg a megjelenés után fogadtatás elsősorban kedvező volt, pozitív pontokként kiemelve annak alapötletét, szereplőgárdáját és zenéjét. Ezzel szemben azonban néhány kritikus irreálisnak ítélte meg a játék dialógusait, illetve a játékmenetét repetitívnek találta.

## Fordítás
- Ez a szócikk részben vagy egészben  a   VA-11 HALL-A című angol Wikipédia-szócikk ezen változatának fordításán alapul.  Az eredeti cikk szerkesztőit annak laptörténete sorolja fel. Ez a jelzés csupán a megfogalmazás eredetét és a szerzői jogokat jelzi, nem szolgál a cikkben szereplő információk forrásmegjelöléseként.